# St. Stephan (Hamburg-Wandsbek)

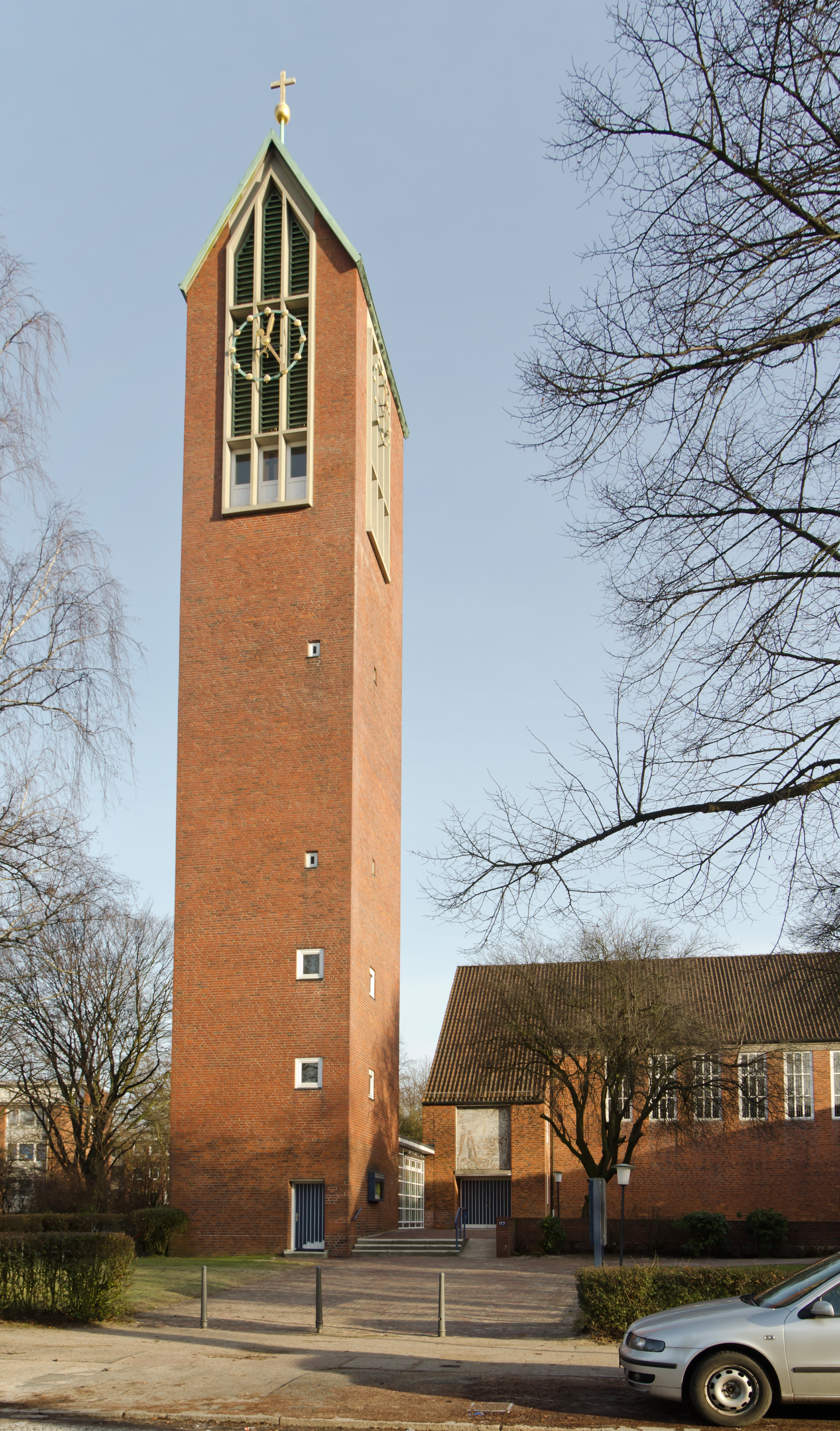
Ansicht von der Stephanstraße

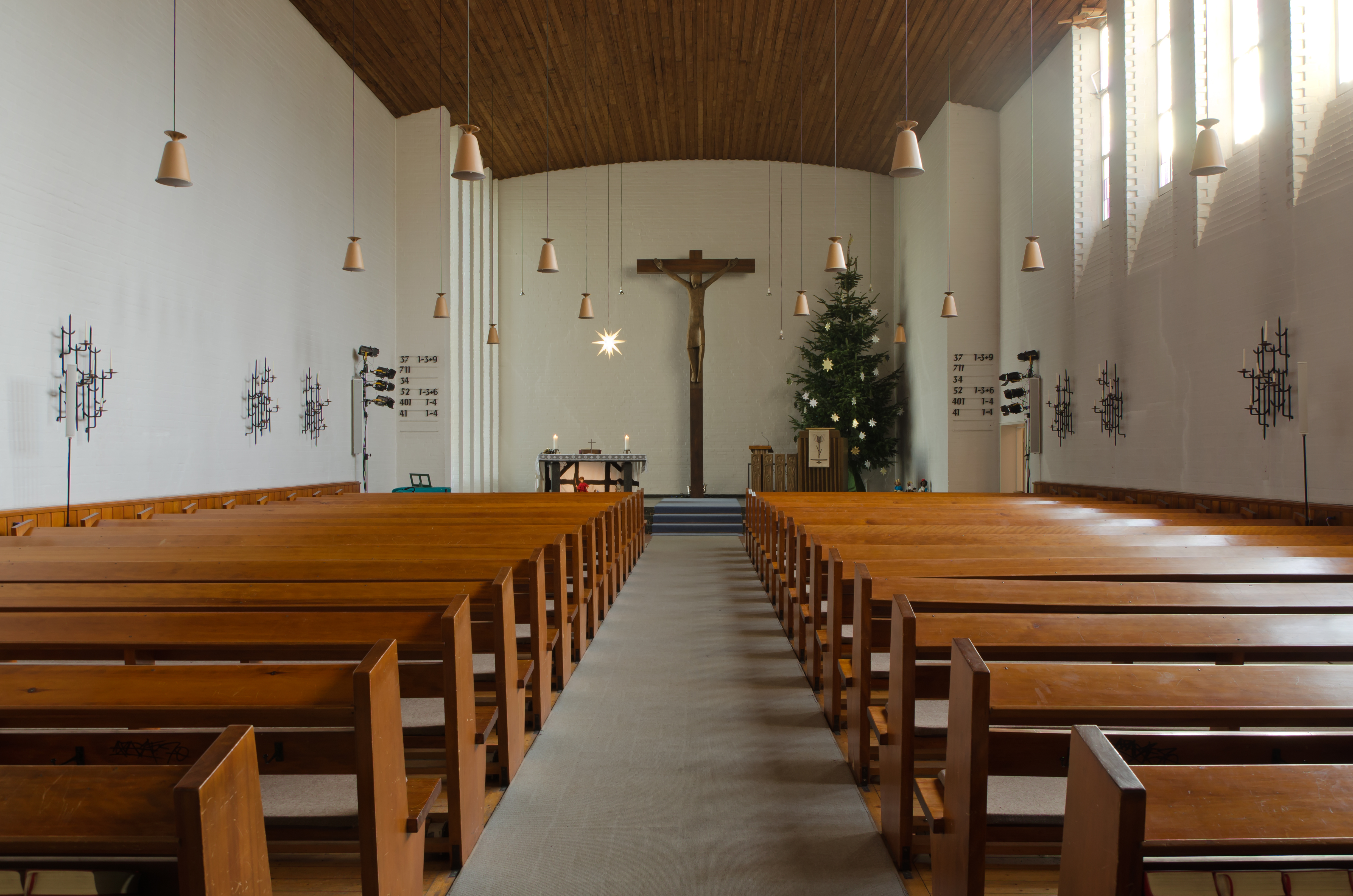
Innenraum, Blick zum Altar

Die evangelisch-lutherische Kirche St. Stephan in Hamburg-Wandsbek liegt an der Kreuzung der gleichnamigen Stephanstraße mit der Tilsiter Straße in der Gartenstadt Wandsbek.

## Bau der Kirche
Das Kirchenschiff wurde 1955 bis 1956 zusammen mit dem Pastorat und dem Gemeindehaus unter der Leitung von Horst Fischer erbaut. Am 11. November 1956 weihte Bischof Wilhelm Halfmann die Kirche ein.
Das Gebäude hat als Grundriss ein in Ost-West-Richtung orientiertes Rechteck, das auf der westlichen Seite durch zwei Erker für den Eingangsbereich und die Taufkapelle erweitert wird. Es wurde als Hallenkirche mit klassischer Anordnung der Bänke um einen Mittelgang konzipiert und bietet Platz für mehr als 300 Personen.
In den Jahren 1961 bis 1962 wurde das Gebäude um den markanten Kirchturm erweitert, der im unteren Teil auch Gruppenräume enthält.

## Ausstattung
Der stützenlos gestaltete Innenraum wird an der Ostwand durch ein großes eichenes Kreuz beherrscht, die Westwand dominiert die Orgelempore und ein rundes Fenster aus buntem Glas. Dargestellt werden musizierende Engel, ein Motiv aus der Offenbarung des Johannes.  Die Fenster in Süd- und Nordwand bestehen aus Glas mit einfachen Farbtönungen.
Die gesamte Innenausstattung ist von Werken des Bildhauers Siegfried Assmann geprägt. Er schuf 1960 das Kreuz an der Altarwand, die aus Eichenholz gefertigte Kanzel und die Apostel-Figuren. Das Buntglasfenster der Westwand sowie das Taufbecken und das Relief in der Taufkapelle stammen ebenfalls von ihm. Auch das einzige von außen sichtbare Kunstwerk, das die Steinigung des Heiligen Stephan darstellende Mosaik über dem Eingang, ist Assmanns Werk.
Außergewöhnlich ist im Altarraum die nicht zentrale Anordnung des Altartischs, der sich wie die Kanzel seitlich unter das überdimensionale Kruzifix ordnet.

## Glocken
Das erste Geläut war bereits bei der Einweihung des Kirchenschiffs vorhanden, allerdings noch in einem Stahlgerüst zu ebener Erde untergebracht. Seine Stahlglocken stammten aus der Stadtkirche Preetz und wurden nach dem Bau des Turms in diesem aufgehängt.
Seit 1977 besitzt die Kirche drei Bronzeglocken aus der Heidelberger Glockengießerei. Die kleinste der alten Glocken kam im selben Jahr in das Lager Friedland, die große war beschädigt und musste eingeschmolzen werden.
| Nr. | Durchmesser (mm) | Masse (kg) | Schlagton |
| 1   | 1050             | 665        | fis1      |
| 2   | 870              | 453        | a1        |
| 3   |                  | 337        | h1        |

## Kirchenmusik und Orgel

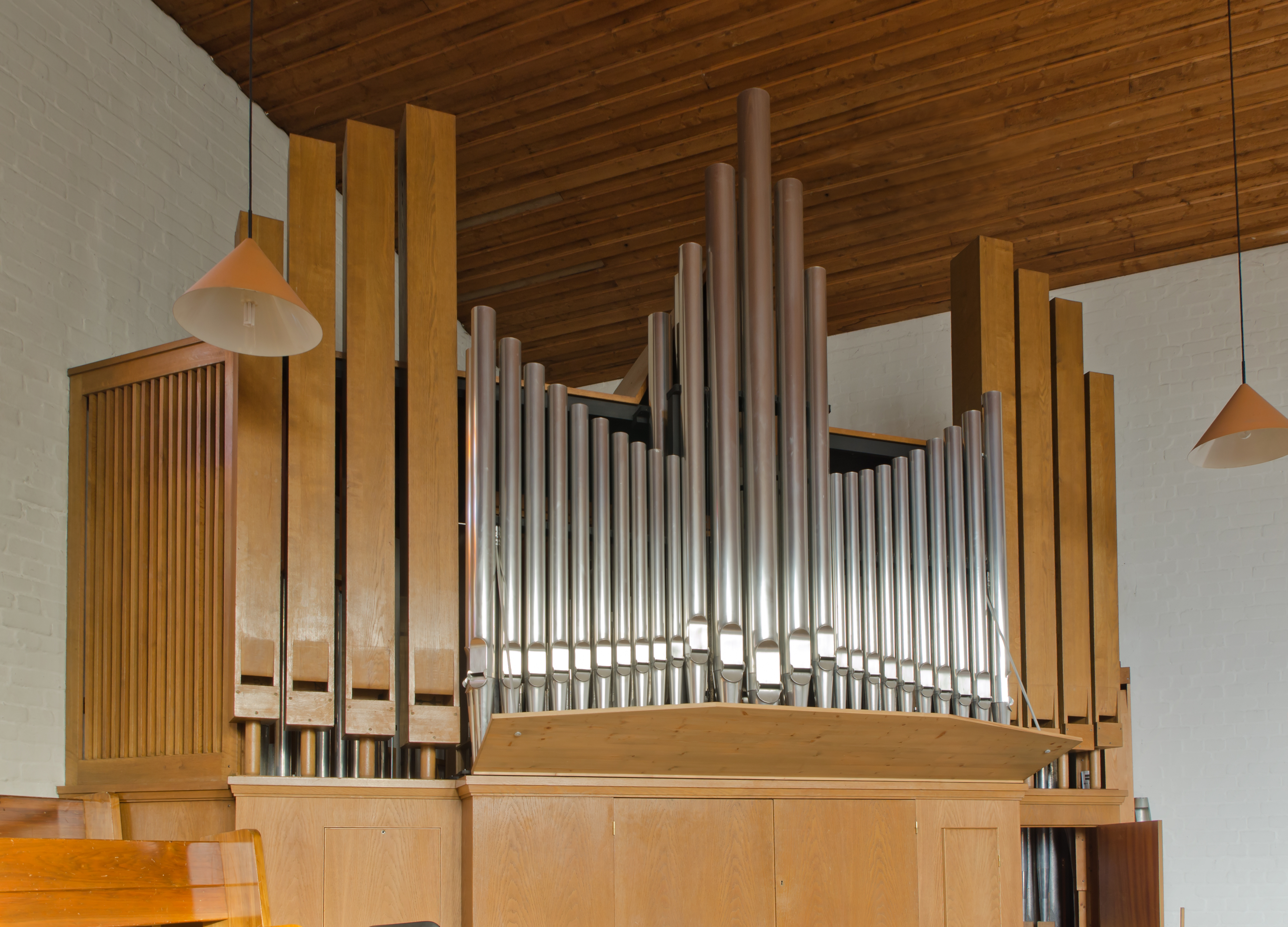
Ansicht der Orgel

Seit Bestehen gibt es an der Gemeinde ein reges Musikleben. Die 1959 entstandene Kantorei ist für anspruchsvolle Kirchenmusik deutlich über ihre Grenzen hinaus bekannt geworden. Darunter waren auch Kompositionen des Kirchenmusikers Joachim Schweppe aus der benachbarten Gemeinde und eine Uraufführung eines Werkes von Heinz Wunderlich.
In der Gemeinde gibt seit 1983 ein Kindermusiktheater und seit 1972 eine überregional bekannte Brassband.  Außerdem ist der mit der Zelter-Plakette und dem Wandsbeker Kulturpreis ausgezeichnete  Männerchor „Quartett Mozart“ hier beheimatet.
Die Orgel mit 18 Registern auf zwei Manualen und Pedal ist ein Instrument der Orgelbaufirma E.F. Walcker & Cie. aus dem Jahre 1958. Sie wurde 1995 bis 1997 durch Rudolf von Beckerath Orgelbau renoviert und leicht verändert. Ihre heutige Disposition lautet:
| I Hauptwerk C–g3 |                     |       |
| 1.               | Prinzipal           | 8′    |
| 2.               | Gemshorn            | 8′    |
| 3.               | Oktave              | 4′    |
| 4.               | Nachthorn           | 4′    |
| 5.               | Waldflöte           | 2′    |
| 6.               | Sesquialtera II     |       |
|                  | Quinte (aus Mixtur) | 1 ⁄3′ |
| 7.               | Mixtur IV–V         |       |
|                  | Tremulant           |       |

| II Schwellwerk C–g3 |                   |       |
| 8.                  | Gedackt           | 8′    |
| 9.                  | Gambe (ab c0)     | 8′    |
| 10.                 | Rohrflöte         | 4′    |
| 11.                 | Prinzipal         | 2′    |
| 12.                 | Spitzquinte       | 1 ⁄3′ |
| 13.                 | Scharffzimbel III | 1⁄2′  |
| 14.                 | Krummhorn         | 8′    |
|                     | Tremulant         |       |

| Pedal C–f1 |           |     |
| 15.        | Subbass   | 16′ |
| 16.        | Oktavbass | 08′ |
| 17.        | Flötbass  | 04′ |
| 18.        | Fagott    | 16′ |

- Koppeln: I/II, I/P, II/P

Anmerkungen
1. 1 2 3  seit 1997

## Fotografien und Karte
Koordinaten: 53° 35′ 25″ N, 10° 5′ 2″ O

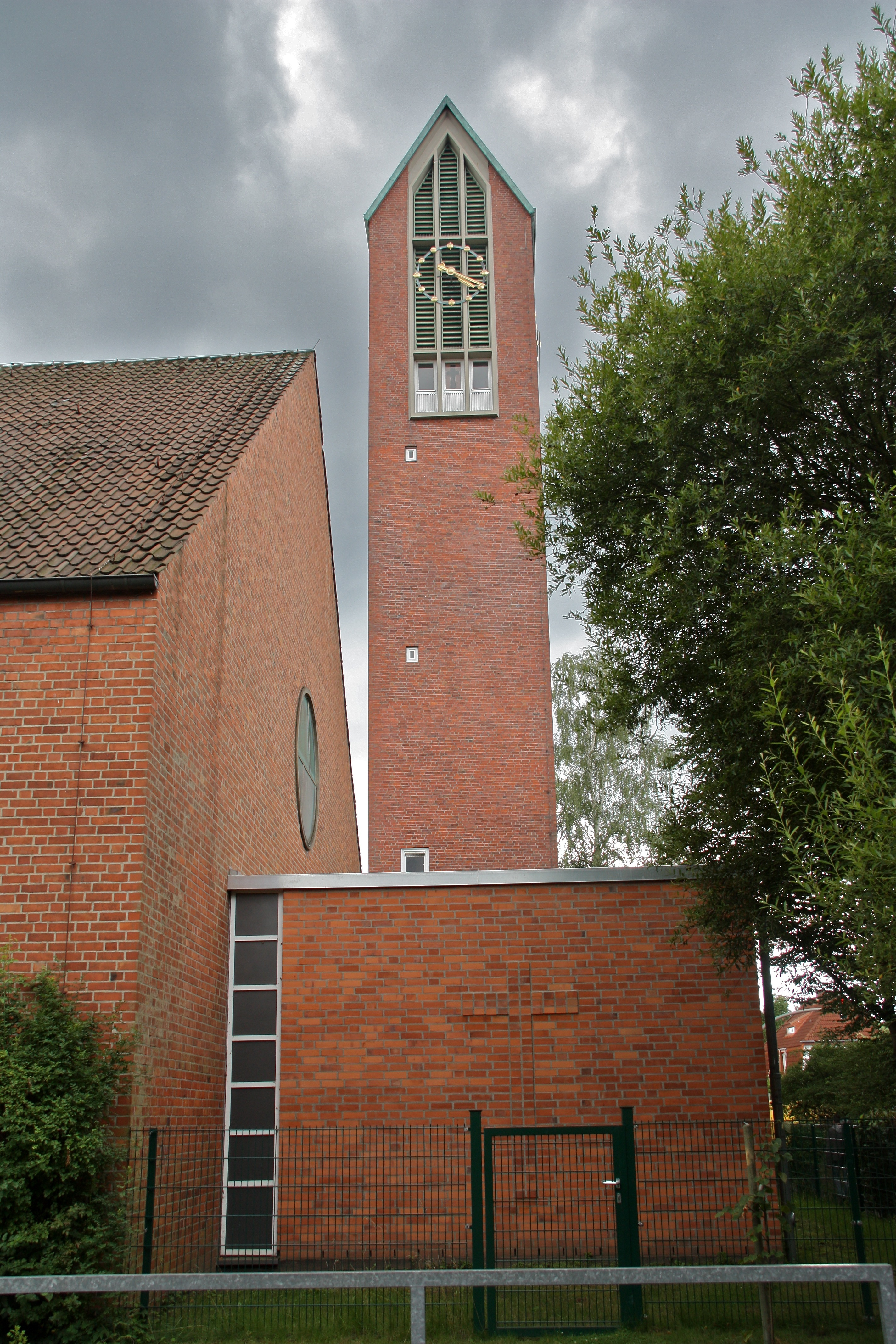
Ansicht von der Tilsiter Straße
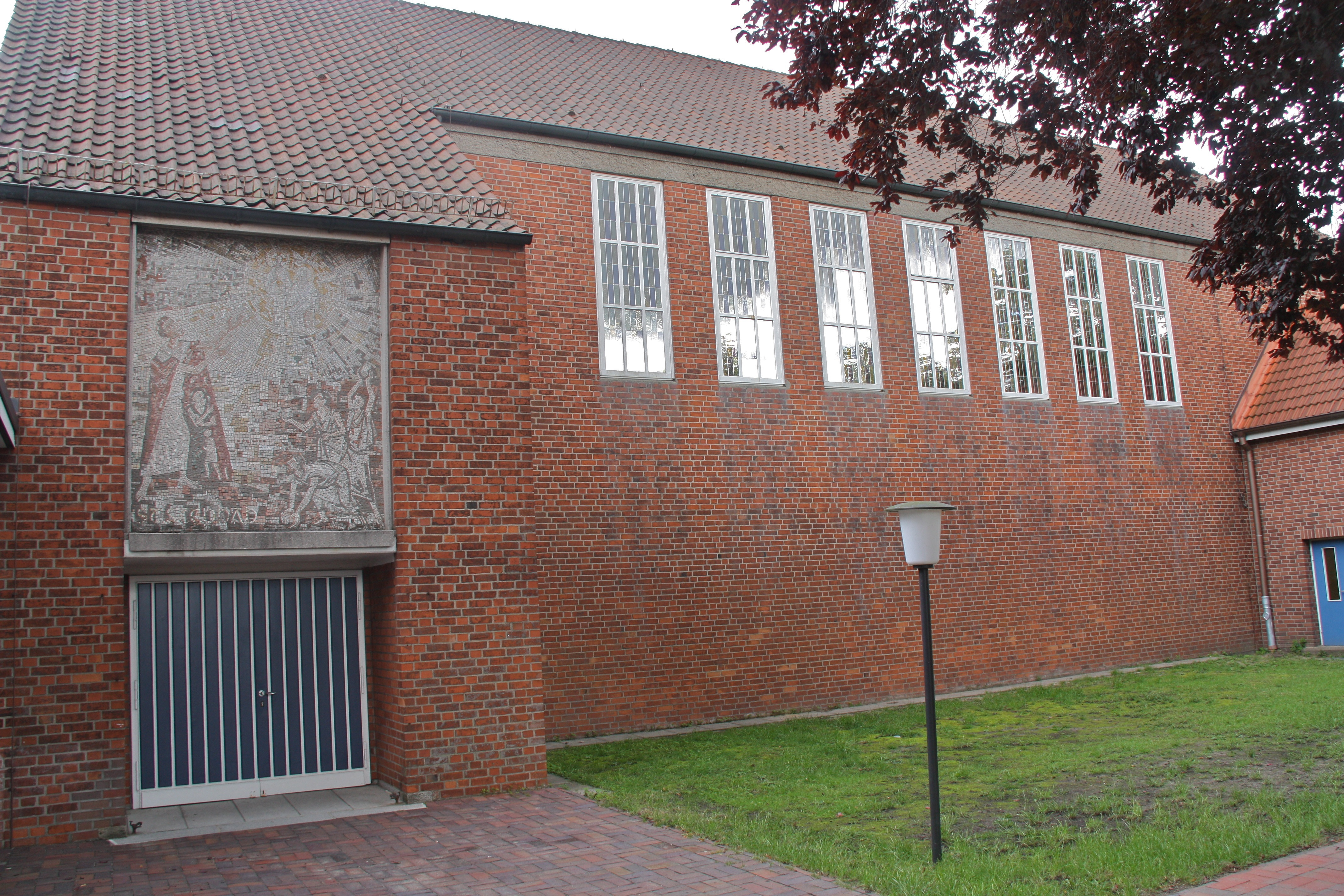
Eingang und Kirchenschiff